# 蘇恭讓
蘇恭讓，中書省大都路薊州玉田縣（今河北玉田）人。元末明初政治人物。
蘇恭讓因“聰明正直”被举荐，后任漢陽知府，治理严明且不苛刻。凡有重赋役时，其反复向上级陈说，并多次为百姓减免赋税。